# Longo prazo e curto prazo
Em economia, o longo prazo é o período de tempo conceptual para o qual não temos fatores de produção fixos. Em contraste com o longo prazo, no curto prazo temos fatores fixos, relativamente ao nível de produção escolhido. No longo prazo, as empresas alteram os níveis de produção em resposta ao lucro económico ou perdas, e a terra, trabalho, bens de capital e empreendedorismo variam para chegar ao correspondente nível de produção associado ao equilíbrio de longo prazo. No caso simplificado da capacidade de uma fábrica como único fator fixo, uma empresa pode ter as seguintes essas alterações de longo prazo:
- entrar numa indústria devido a lucros esperados
- abandonar uma indústria devido às perdas
- aumentar a sua capacidade de fabrico devido aos lucros
- diminuir a sua capacidade de fabrico devido às perdas.

Já no campo da contabilidade, "longo prazo" se refere a um período de tempo superior a um ano (365 dias), ou superior ao ciclo operacional da empresa, quando o ciclo for maior do que um ano.